# Prangos corymbosa
Prangos corymbosa är en flockblommig växtart som beskrevs av Pierre Edmond Boissier. Prangos corymbosa ingår i släktet Prangos och familjen flockblommiga växter. Inga underarter finns listade i Catalogue of Life.